# 크리스티아네 회르비거
크리스티아네 회르비거(독일어: Christiane Hörbiger, 1938년 10월 13일 ~ 2022년 11월 30일)는 오스트리아의 배우, 성우이다.